# Georgios Tzules
Georgios Tzules (auch Tzul, Tzoulas, altgriechisch Γεώργιος Τζούλης; † nach 1016) war ein byzantinischer Strategos, der 1016 im Thema Cherson gegen Kaiser Basileios II. rebellierte.
Der Protospatharios Georgios Tzules gehörte einer bedeutenden lokalen Familie von Cherson an, die wahrscheinlich chasarischer Herkunft war und besonders durch Inschriften und Siegel belegt ist. Ende 1015 oder Anfang 1016 versuchte er sich auf der Krim vom Byzantinischen Reich unabhängig zu machen; Skylitzes bezeichnet ihn in diesem Kontext als Archon und Chagan von „Chazaria“. Basileios II. schickte eine Flotte aus, die unter dem Befehl des Bardas Mungos das Gebiet wieder der kaiserlichen Autorität unterwerfen sollte. Der Aufstand wurde mit Hilfe der Kiewer Rus unter der Führung Mstislaws von Tmutarakan (bei Skylitzes: „Sphengos“) niedergeschlagen. Georgios wurde schon beim ersten Aufeinandertreffen gefangen genommen. Sein weiteres Schicksal ist unbekannt.